# Kreis Derecske
Der Kreis Derecske (ungarisch Derecskei járás) ist ein Kreis im Osten des ostungarischen Komitats Hajdú-Bihar. Er grenzt im Süden beginnend im Uhrzeigersinn an die Kreise Berettyóújfalu, gefolgt von Püspökladány, Hajdúszoboszló, Debrecen und Nyíradony. Im Osten bilden vier Gemeinden die Grenze zum Nachbarstaat Rumänien (Judet Bihor).

## Geschichte
Der Kreis entstand Anfang 2013 als Nachfolger aus dem Kleingebiet Derecske-Létavértes (ungarisch Derecske-Létavértesi kistérség). Es gab zwei Gemeinden (Álmosd, Bagamér) an den nordöstlicheren Kreis Nyíradony ab und erhielt dafür 5 Gemeinden aus den Kleingebieten Berettyóújfalu und Debrecen.

## Gemeindeübersicht
Der Kreis Derecske hat eine durchschnittliche Gemeindegröße von 3.181 Einwohnern auf einer Fläche von 50,02 Quadratkilometern. Die Bevölkerungsdichte liegt unter dem Wert des gesamten Komitats. Der Verwaltungssitz befindet sich in der größten Stadt, Derecske, im Westen des Kreises gelegen. Die zweitgrößte Stadt (Létavértes) war bis Ende 2012 Sitz des aufgelösten Kleingebiets Derecske-Létavértes.
| Gemeinde       | Status       | Herkunft Kleingebiet | Einwohnerzahl | Einwohnerzahl | Einwohnerzahl | Fläche (km²) | Bevölkerungs- dichte (Ew./km²) |
| Gemeinde       | Status       | Herkunft Kleingebiet | 01.10.2011    | 01.01.2013    | 01.01.2016    | 01.01.2016   | Bevölkerungs- dichte (Ew./km²) |
| -------------- | ------------ | -------------------- | ------------- | ------------- | ------------- | ------------ | ------------------------------ |
| Derecske       | Stadt        | Derecske-Létavértes  | 8.922         | 8.914         | 8.612         | 103,59       | 83,1                           |
| Esztár         | Gemeinde     | Berettyóújfalu       | 1.322         | 1.342         | 1.301         | 31,71        | 41,0                           |
| Hajdúbagos     | Gemeinde     | Derecske-Létavértes  | 1.978         | 1.996         | 1.949         | 37,44        | 52,1                           |
| Hosszúpályi    | Großgemeinde | Derecske-Létavértes  | 5.787         | 5.763         | 5.632         | 79,18        | 71,1                           |
| Kismarja *     | Gemeinde     | Berettyóújfalu       | 1.312         | 1.263         | 1.278         | 47,17        | 27,1                           |
| Kokad *        | Gemeinde     | Derecske-Létavértes  | 669           | 694           | 663           | 16,10        | 41,2                           |
| Konyár         | Gemeinde     | Derecske-Létavértes  | 2.143         | 2.145         | 2.172         | 41,70        | 52,1                           |
| Létavértes *   | Stadt        | Derecske-Létavértes  | 6.966         | 7.098         | 7.108         | 116,61       | 61,0                           |
| Mikepércs      | Gemeinde     | Debrecen             | 4.494         | 4.405         | 4.576         | 36,93        | 123,9                          |
| Monostorpályi  | Gemeinde     | Derecske-Létavértes  | 2.151         | 2.162         | 2.089         | 44,44        | 47,0                           |
| Pocsaj *       | Großgemeinde | Berettyóújfalu       | 2.591         | 2.668         | 2.619         | 49,55        | 52,9                           |
| Sáránd         | Gemeinde     | Derecske-Létavértes  | 2.249         | 2.254         | 2.250         | 22,68        | 99,2                           |
| Tépe           | Gemeinde     | Berettyóújfalu       | 1.117         | 1.116         | 1.099         | 23,22        | 68,6                           |
| Kreis Derecske |              |                      | 41.701        | 41.820        | 41.348        | 650,32       | 63,6                           |

* Grenzgemeinde zu Rumänien